# شاورن (کوخم-تسل)
شاورن (به آلمانی: Schauren) یک شهر در آلمان است که در کوخم-تسل واقع شده‌است.